# Roccamonfina
Roccamonfina est une commune italienne de la province de Caserte, dans la région Campanie.

## Administration
| Période                                  | Période | Identité         | Étiquette    | Qualité |
| ---------------------------------------- | ------- | ---------------- | ------------ | ------- |
| 31/05/2015                               | -       | Carlo Montefusco | Lista Civica |         |
| Les données manquantes sont à compléter. |         |                  |              |         |

### Communes limitrophes
Caianello, Conca della Campania, Galluccio, Marzano Appio, Sessa Aurunca, Teano